# Arabelle Meirlaen
Arabelle Meirlaen est une chef belge, qui a remporté une étoile Michelin en 2011 pour son restaurant Arabelle Meirlaen,, installé à Marchin en Belgique. Cela fait d'Arabelle Meirlaen une des rares femmes chef étoilées en Belgique.